# Paweł Prądziński
Paweł Prądziński (ur. 23 marca 1991 w Koszalinie) – polski badmintonista występujący w grze podwójnej. Wcześniej rywalizował również w grze pojedynczej.
W swoim dorobku ma zwycięstwo w Iceland International 2017, kiedy to wygrał w parze z Janem Rudzińskim w grze podwójnej. Stał także kilka razy na podium, co pozwoliło mu wystąpić w Mistrzostwa Świata 2017 w Glasgow. Został pierwszym mieszkańcem Koszalina, który mógł reprezentować w jednym z najważniejszych zawodach.
Jest trzykrotnym brązowym medalistą mistrzostw Polski w 2013 roku w grze podwójnej w parze z Jackiem Kołumbajewem, a w 2017 i 2018 roku z Janem Rudzińskim.